# Georg Waltenberger
Georg Waltenberger (* 14. August 1865 in Blieskastel; † 5. Februar 1961 in Berchtesgaden) war ein deutscher Maler. Sein Schwerpunkt lag auf Porträt- und Historienmalerei.

## Leben
Georg Waltenbergers Vater war Anton Waltenberger (1840–1902), Steuerrat, Kartograph und Autor mehrerer bahnbrechender Werke zur Erschließung der nördlichen Alpen; nach ihm wurde das Waltenberger-Haus benannt. Nach dem Besuch eines Realgymnasiums studierte Georg Waltenberger bei Carl Theodor von Piloty, Nikolaus Gysis und Wilhelm von Lindenschmit an der Kunstakademie in München. In der Komponierklasse des Historienmalers Lindenschmit begegnete er dem Tiroler Maler Albin Egger-Lienz, mit dem ihn eine enge Freundschaft verband. Auch seine Tochter Virginie betätigte sich als Kunstmalerin, ihr Schwerpunkt lag in der Darstellung von Blumen. Einen Großteil seines Lebens verbrachte Waltenberger in Salzberg bei Berchtesgaden, wo er ein Haus besaß.
Die Grabstätte von Georg Waltenberger ist auf dem Alten Friedhof in Berchtesgaden.

## Werk

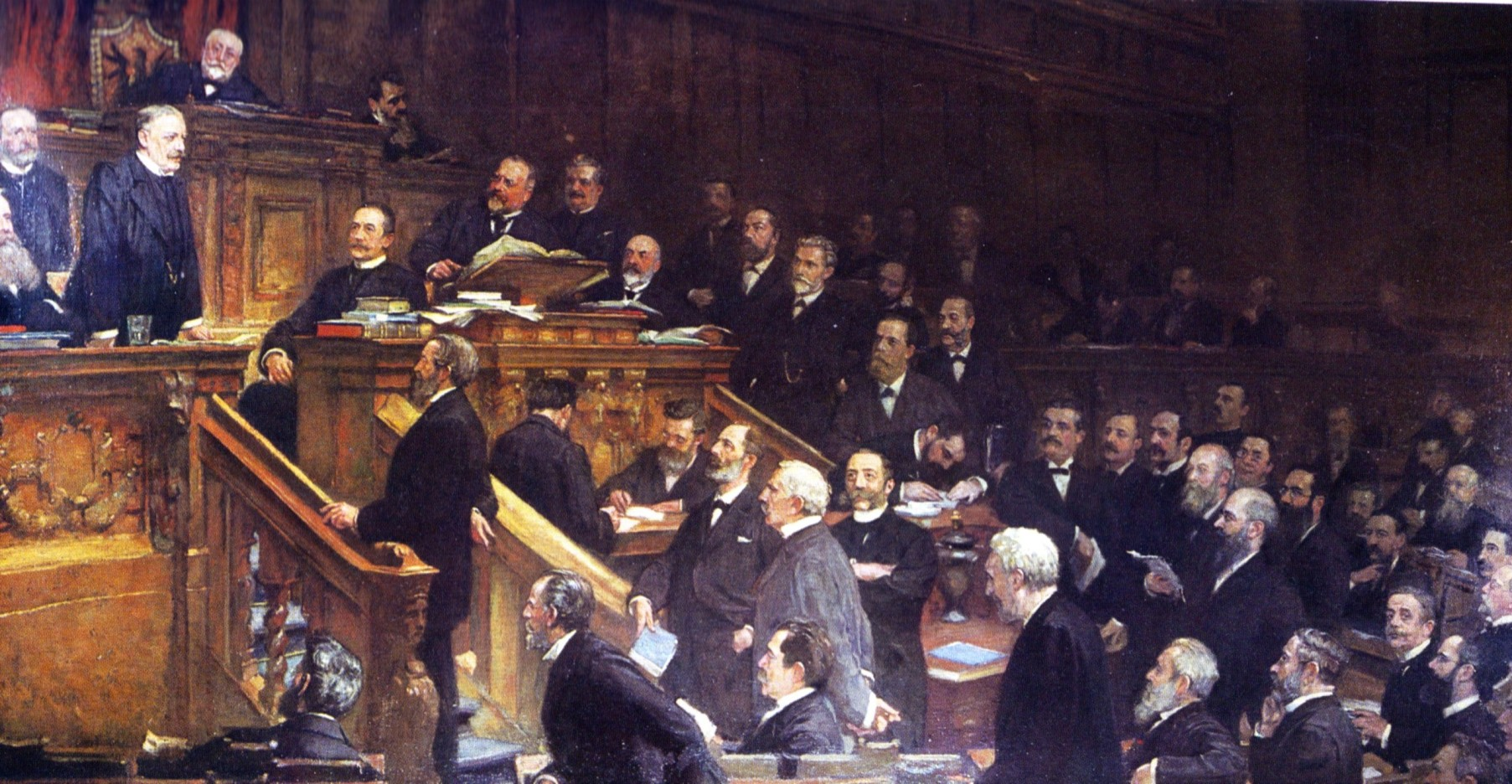
Reichstagssitzung 1905 (Gemälde von Georg Waltenberger)

Waltenberger beschickte die Ausstellungen im Münchner Glaspalast und weitere internationale Kunstausstellungen mit Bildnissen und figurenreichen Darstellungen. Sein erstes großes Werk war das dreiteilige Kolossalgemälde Weltuntergang, das ihm breite Beachtung einbrachte und für das er 1897 in Dresden mit der Kleinen Goldenen Medaille ausgezeichnet wurde. Ein weiterer entscheidender Schritt in seiner künstlerischen Laufbahn gelang ihm mit dem großformatigen Bild Der Kanzler spricht, das Bernhard von Bülow vor dem Reichstag zeigt. Zusammen u. a. mit Angelo Jank, Adolf Münzer und Walter Püttner malte er den Schwurgerichtssaal im Münchner Justizpalast mit dem Motiv Sturz der Verdammten aus. Der Raum ist heute holzvertäfelt, ob darunter das Werk noch erhalten blieb, ist unbekannt. Schließlich war es die Grundsteinlegung des neuen Deutschen Museums in München durch Kaiser Wilhelm II., die dem Künstler Anlass für ein weiteres viel beachtetes Historienbild bot.
Neben der Historienmalerei schuf Waltenberger über 600 Porträts, darunter solche bedeutender Persönlichkeiten seiner Zeit in Deutschland und dem europäischen Ausland. Dazu gehören sowohl Bildnisse von Mitgliedern des Hauses Wittelsbach als auch Porträts von Forschern und Erfindern wie Wilhelm Conrad Röntgen und Rudolf Diesel.

## Auszeichnungen
- Ehrenbürgerschaft seines Geburtsortes Blieskastel.
- Ehrenbürgerschaft seiner Wahlheimat Berchtesgaden, verliehen am 4. November 1947 für Verdienste als bedeutender Künstler und die Ausschmückung des 1930 erbauten Kursaals.